# Mihály Gellér
Mihály Gellér (* 5. August 1947 in Elek; † 23. Dezember 2024) war ein ungarischer Skispringer und Nordischer Kombinierer.

## Werdegang
Gellér, der als jüngerer Bruder von László Gellér früh zum Skisport kam, gewann 1965 seinen ersten nationalen Titel mit der Mannschaft von der Normalschanze. Im folgenden Winter startete er bei der Vierschanzentournee 1965/66. Jedoch gelang ihm dabei noch nicht der Durchbruch. In der Gesamtwertung erreichte er den 68. Platz.
Bei den Olympischen Winterspielen 1968 in Grenoble, bei denen auch sein Bruder an den Start ging, sprang Gellér in beiden Einzeldisziplinen. Von der Normalschanze erreichte er Rang 58, von der Großschanze Rang 56.
Bei den Ungarischen Meisterschaften 1969 gewann Gellér neben dem Einzel- und dem Mannschaftstitel im Skispringen auch seinen ersten und einzigen nationalen Titel in der Nordischen Kombination.
Bei der Nordischen Skiweltmeisterschaft 1970 in Štrbské Pleso sprang Gellér von der Großschanze auf 90 und 95 Meter, womit er den 35. Platz erreichte. Von der Normalschanze stand er nach Sprüngen auf 75 und 73 Meter auf dem 43. Platz.
Bei der Vierschanzentournee 1970/71 gelang ihm mit dem 53. Platz in der Gesamtwertung das beste Ergebnis seiner Karriere. Zudem erreichte er in Oberstdorf auf der Schattenbergschanze mit dem 43. Platz sein bestes Einzelresultat. Nachdem er jedoch im Folgejahr bei der Vierschanzentournee 1971/72 nur 65. wurde, beendete er seine aktive Skisprungkarriere.
Nach dem Ende seiner aktiven Karriere arbeitete Gellér in der Gastronomie. Innerhalb weniger Jahre wurde er einer der bekanntesten Gastronomiefachleute in Budapest. Er arbeitete unter anderem im Waldorf Astoria New York und führte später das Waldorf Astoria in Budapest.

## Erfolge

### Vierschanzentournee-Platzierungen
| Saison  | Platz | Punkte |
| ------- | ----- | ------ |
| 1965/66 | 68.   | 500,0  |
| 1967/68 | 58.   | 632,7  |
| 1968/69 | 61.   | 425,4  |
| 1969/70 | 61.   | 671,5  |
| 1970/71 | 53.   | 673,4  |
| 1971/72 | 65.   | 708,4  |